# 官墩乡
官墩乡，是中华人民共和国江苏省宿迁市沭阳县下辖的一个乡镇级行政单位。
2021年3月2日，撤销韩山镇、官墩乡，设立新的韩山镇。以原韩山镇、官墩乡的行政区域为新的韩山镇行政区域。

## 行政区划
官墩乡下辖以下地区：
官墩社区、戴山村、姜洼村、花圩村、尤庙村、所房村、南庄村、郁圩村、丰收村、先锋村和友谊村。